# Fjerritslev–Frederikshavn Jernbane

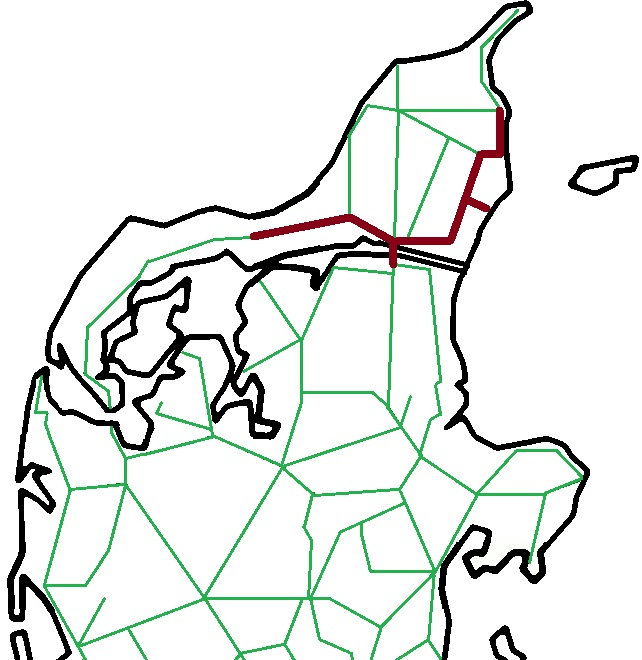
Banans geografiska läge

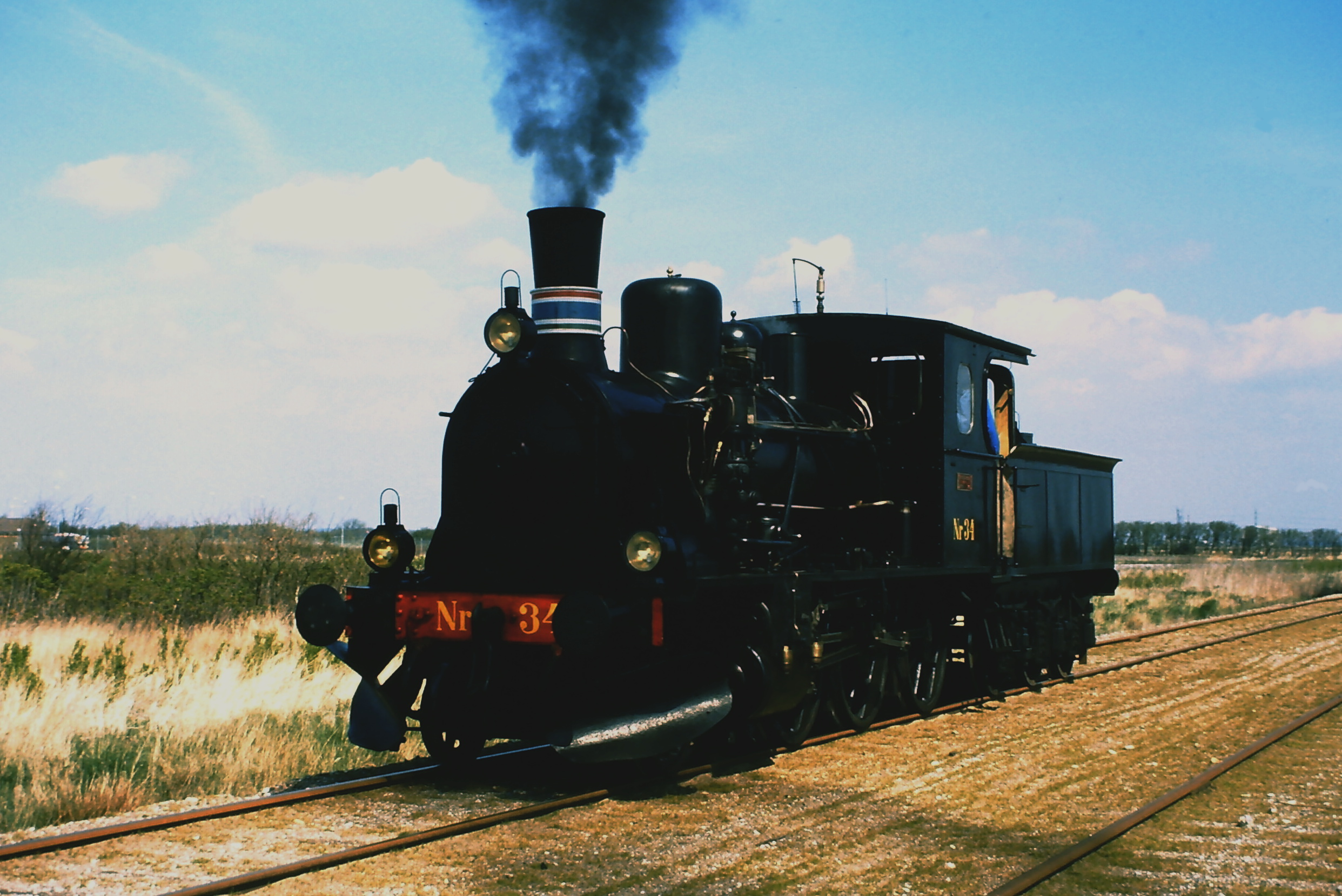
FFJ 034, som tillhör Limfjordsbanen

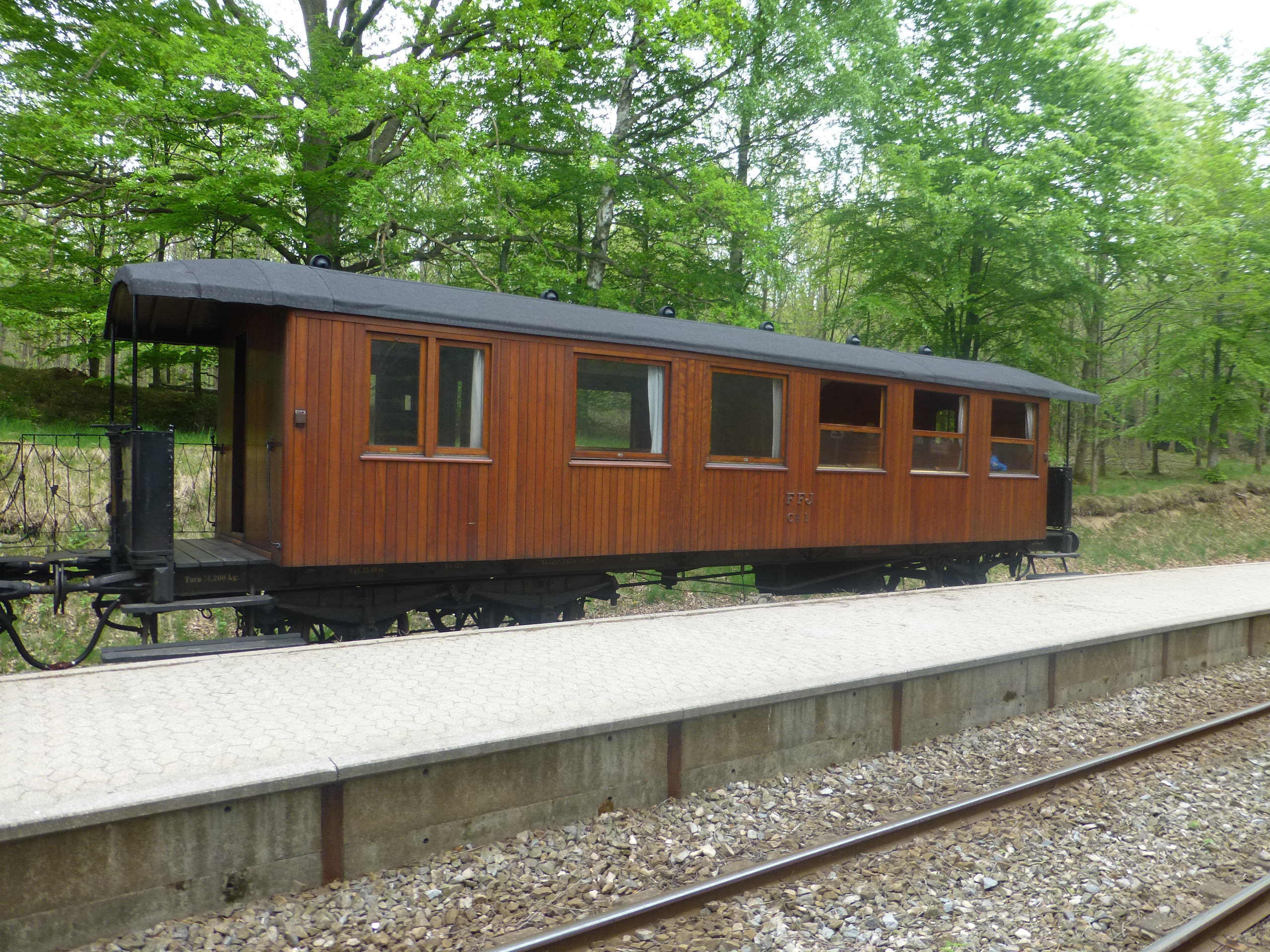
Personvagnen FFJ CB 1, som nu tillhör Nordsjællands Jernbaneklub

Fjerritslev–Frederikshavn Jernbane (FFJ) var ett danskt privat järnvägsbolag, som drev Nørresundby-Fjerritslev Banen och Nørresundby-Sæby-Frederikshavn Banen (Sæbybanen) samt dess bibana Asaabanen mellan Ørsø och Asaa.
Järnvägslinjerna från Nørresundby till Fjerritslev och Sæby-Frederikshavn fanns med i Jernbaneloven från 1894 som två ärenden, men i koncessionen från juni 1896 lämnades tillstånd till ett enda bolag, FFJ. De två bansträckningarna drevs dock var för sig och inga genomgående tåg kördes mellan Fjerritslev och Frederikshavn. 
Jernbaneloven föreskrev att järnvägarna skulle ha tillåtelse att utnyttja DSB:s spår mellan Nørresundby och Aalborg, men att Aalborg Station inte kunde nyttjas innan den upprustats till att bli slutstation för de två nya järnvägarna. Fjerritslevbanen utgick till att börja med från Nørresundby Station och Sæbybanen utgick från en tillfällig station på Nørresundby Havnebane, som anlades 1874.
Nørresundby Havnestation, eller Nørresundby H skulle ha varit FFJ:s centrala station, men i stället etablerades ett samarbete med de två privatjärnvägarna söder om fjorden Aalborg-Hadsund Jernbane och Aars-Nibe-Svenstrup Jernbane. De tre bolagen uppförde 1901 en gemensam verkstad och ett gemensamt lokstall samt 1902 stationen Aalborg G. Samma år invigdes en gemensamma Aalborg Station, varefter flera privatbanor fick slutstation i Aalborg. År 1902 bildade de tre företagen också det gemensamma driftsbolaget Nordjyllands Forenede Privatbaner, som 1915 namnändrades till Aalborg Privatbaner efter det att också Hjørring Privatbaner anslutit sig.
År 1910 etablerades Sæby Havnebane och 1914 sidobanan Ørsø–Asaa. 
Efter nedläggningen av Fjerritslev-Frederikshavn Jernbane användes en del av banområdet mellan Sæby och Frederikshavn till en ny bilväg. Öster om Nørresundby anlades den nya motorvägen vid mynningen av Limfjordstunneln delvis på banområdet.

## Bildgalleri

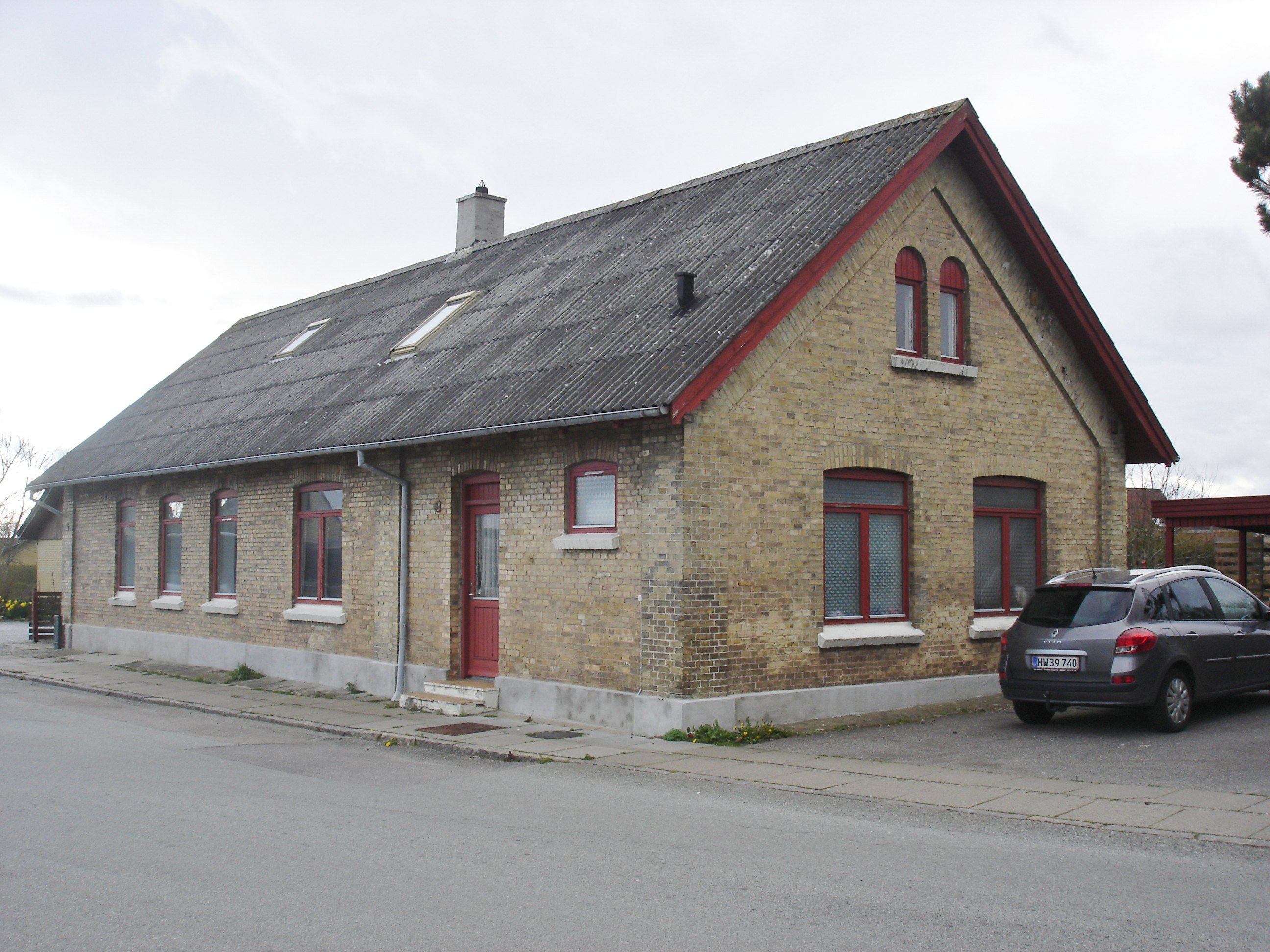
Banevej 3 i Halvrimmen
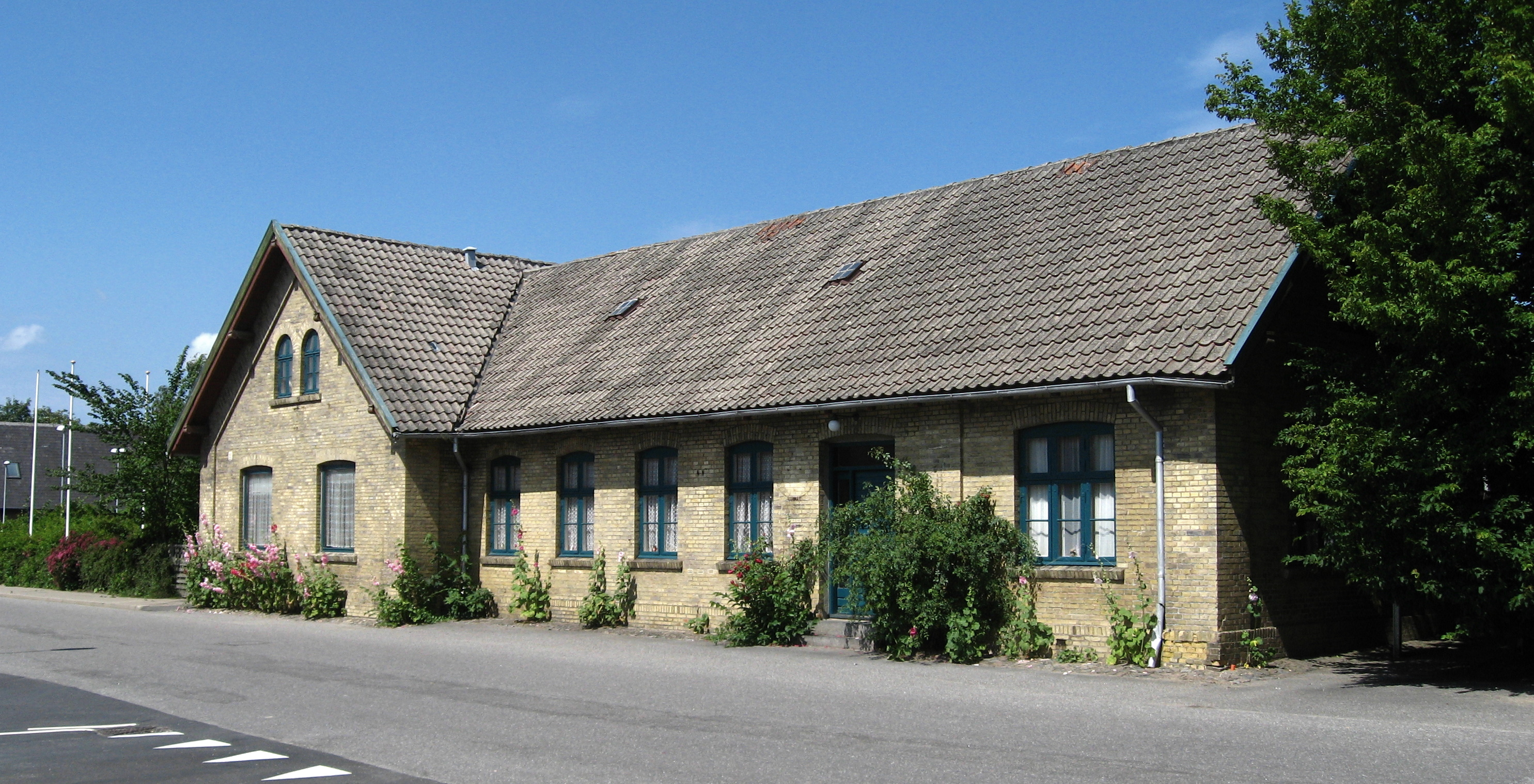
Poststræde 11 i Skovsgård
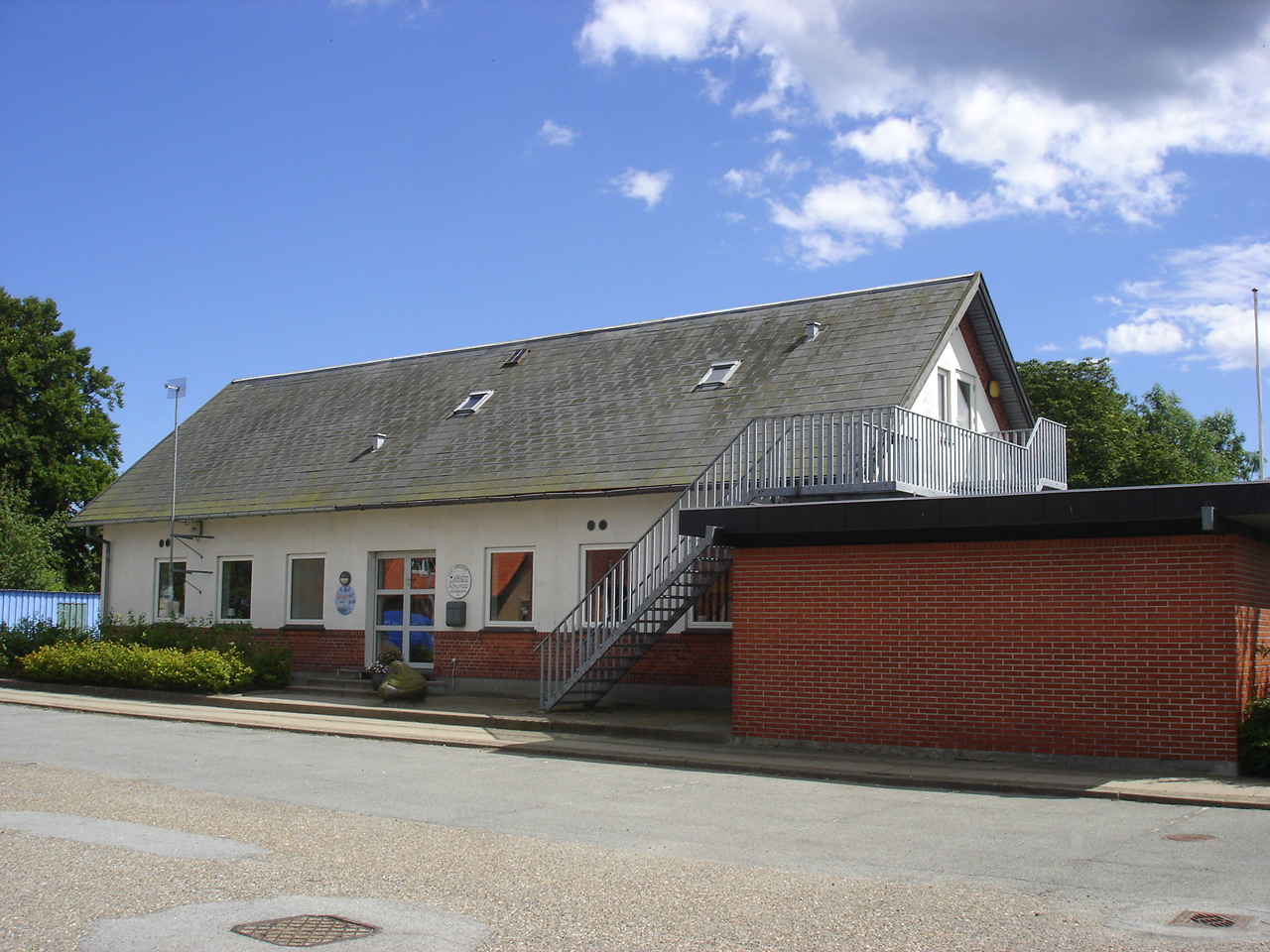
Bolværksvej 2 i Asaa
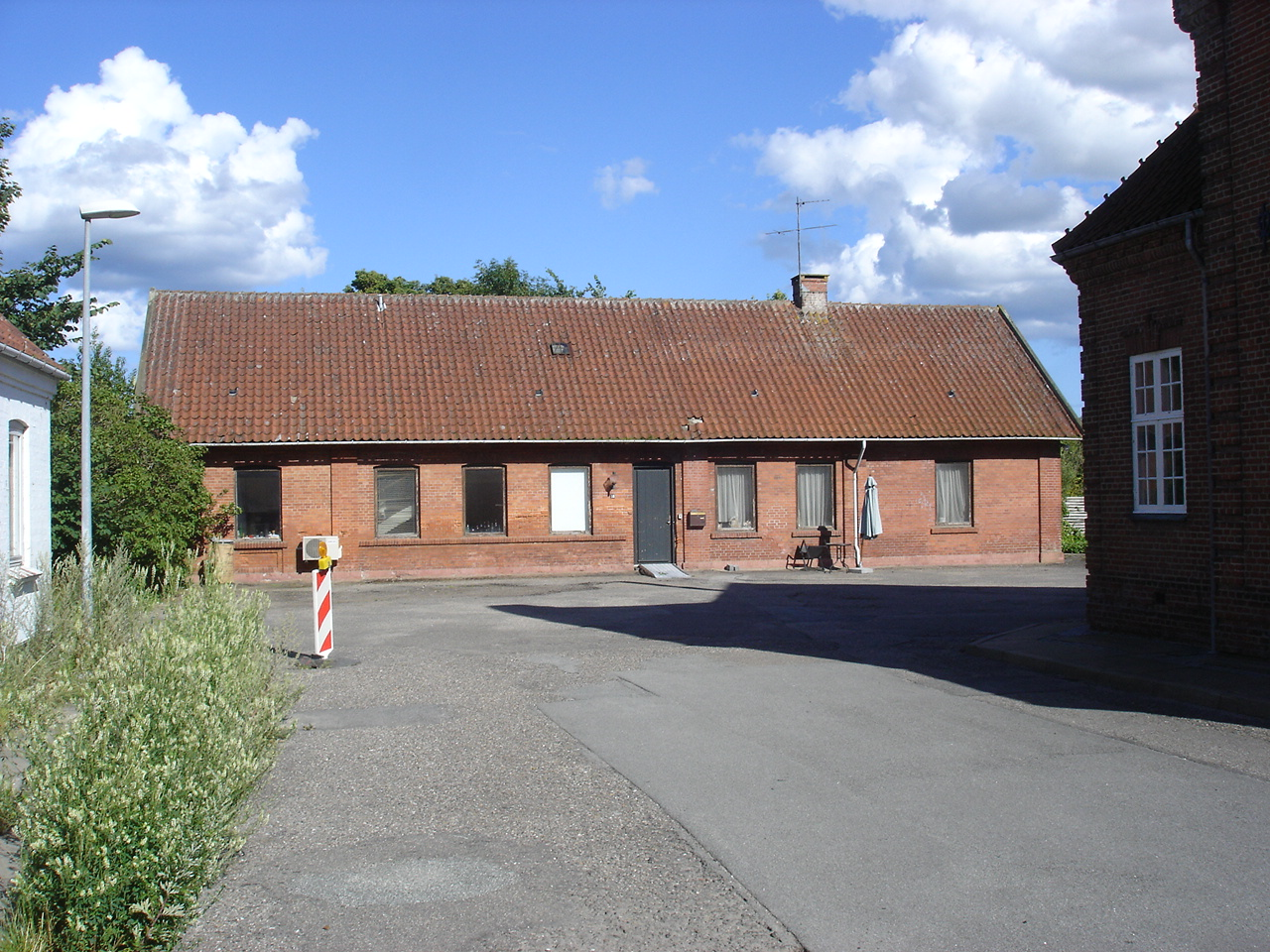
Anlægsvej 18 i Dybvad
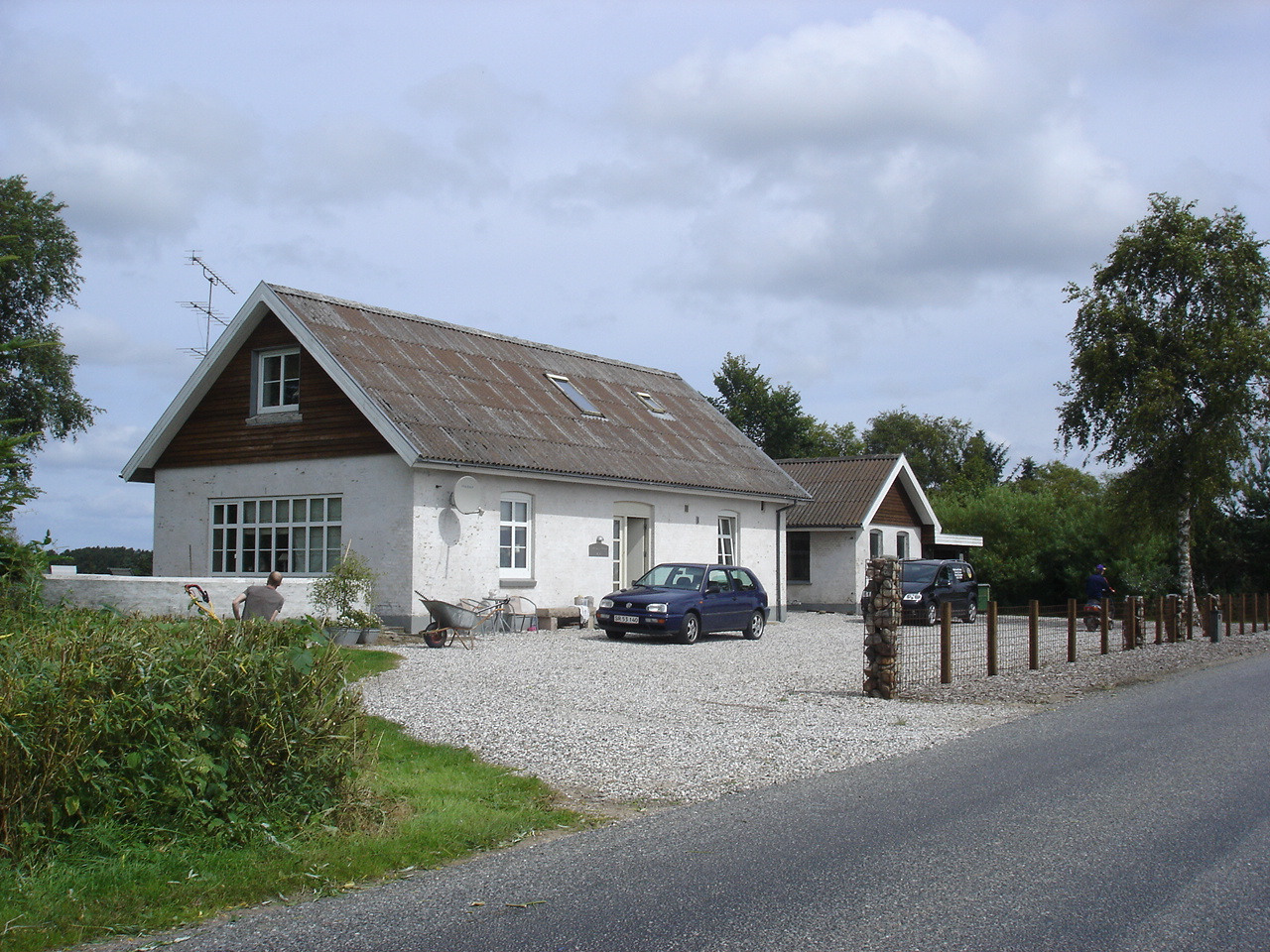
Volstruphedevej 63 i Volstrup